# Rhododendron papillatum
Rhododendron papillatum är en ljungväxtart som beskrevs av Isaac Bayley Balfour och Cooper. Rhododendron papillatum ingår i släktet rododendron, och familjen ljungväxter. Inga underarter finns listade i Catalogue of Life.